# Rubine
Rubine is een Belgisch-Joegoslavische stripreeks ontwikkeld door tekenaars François Walthéry en Dragan de Lazare en scenarioschrijver Mythic. De reeks die vanaf 1993 uitgegeven werd bij uitgeverij Le Lombard, gaat over een roodharige politieagente. Haar avonturen spelen zich grotendeels af in het hedendaagse Chicago.
Door tijdsgebrek werd het eerste album enkel door Dragan de Lazare getekend. Voor de latere albums leverde Walthéry wel bijdragen.
In 2021 herstartte de reeks met album 14 Serial Lover door Bruno Di Sano, Jean-Claude Smit Le Bénédicte (Mythic) en François Walthéry uitgegeven bij Éditions du tiroir. De Nederlandse vertaling verscheen bij uitgeverij INdruk, een label van Stripwinkel Alex te Berchem. In 2021 gaf uitgeverij INdruk naast de Nederlandstalige standaardversie ook een luxeversie van Serial lover uit op 150 exemplaren. Deze hardcoverversie heeft een andere omslagtekening en is voorzien van de handtekeningen van de auteurs en een ex libris.

## Personages
Rubine KillarneyRubine Killarney is een detective. Haar vader is ook nog steeds de plaatselijke sheriff uit de buurt. Vandaar heeft ze de smaak te pakken om politiewerk te doen en koos voor het gevaarlijke Chicago om er carrière te maken als detective. Ondertussen is ze inspecteur.
Jay KillarneyJay is de oudere broer van Rubine. Jay is een computerspecialist wat soms handig blijkt te zijn. Wanneer hij tijd heeft, probeert hij evenals Shirley om zijn zus aan een man te koppelen.
ShirleyShirley is Rubines collega. Ze is even aantrekkelijk maar is niet zo streng als Rubine. Ook Shirley probeert steeds weer om een man te vinden voor Rubine, maar tevergeefs. Ze is ook detective maar ondanks haar zelfde graad als Rubine, staat ze toch meer in de schaduw van haar collega Rubine.

## Albums
| Nummer | Titel                   | Originele titel         | Uitgavejaar album |
| ------ | ----------------------- | ----------------------- | ----------------- |
| 1      | Het verstoorde geheugen | Les mémoires troubles   | 1993              |
| 2      | Uitzicht op straat      | Fenêtre sur rue         | 1994              |
| 3      | De tweede getuige       | Le second témoin        | 1995              |
| 4      | Serial Killer           | Serial Killer           | 1996              |
| 5      | Verdwenen op Halloween  | La disparue d'Halloween | 1997              |
| 6      | America                 | America                 | 1998              |
| 7      | Werkvakantie            | Devoirs de vacances     | 2000              |
| 8      | 96 uur                  | 96 heures               | 2002              |
| 9      | Modelstad               | Cité modèle             | 2004              |
| 10     | Zwarte reeks            | Série noire             | 2006              |
| 11     | Klassenfoto             | Photo de classe         | 2009              |
| 12     | Lake Wakanala           | Le lac Wakanala         | 2010              |
| 13     | De kwetsbare erfgenaam  | L'héritier fragile      | 2011              |
| 14     | Serial Lover            | Serial lover            | 2021              |
| 15     |                         | Midway                  | 2023              |
| 16     |                         | Super tuesday           | 2025              |

In 2014 en 2015 gaf Le Lombard de eerste dertien verhalen uit in een Franse, vierdelige integrale uitgave.
Delen 15 en 16 werden niet vertaald.